# Choe Thae-bok
Choe Thae-bok (n. 1 decembrie 1930, Namp'o, Coreea Japoneză – d. 20 ianuarie 2024, Phenian, RPDC) a fost un important politician din Coreea de Nord. A fost al cincilea președinte al Adunării Populare Supreme din Coreea de Nord în perioada 5 septembrie 1998 - 11 april 2019.